# Legio I Parthica
La légion I Parthique  fut créée en 197 par l’empereur Septime Sévère (règne 193-211), tout comme les légions II et III, également surnommées Parthica, en vue de sa guerre contre les Parthes. 
Cette guerre terminée, la légion resta en Orient et fut stationnée à une forteresse appelée Singara (Irak moderne) où elle demeura jusqu’à la fin, défendant le limes (frontière) d’abord contre les Parthes, puis contre leurs successeurs sassanides, divers détachements effectuant des missions ponctuelles en Lycie et Cyrénaïque. La présence de cette légion au Moyen-Orient est attestée jusqu’au début du Ve siècle.
L’emblème de la légion était un centaure.

## Sous les Sévères

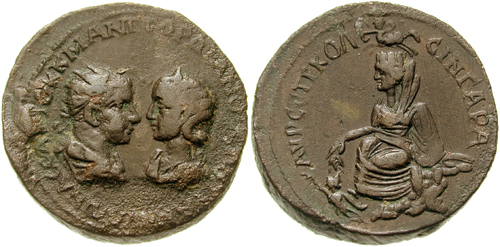
Monnaie de bronze frappée à Singara sous Gordien III portant au verso un centaure, emblème de la legio I Parthica.

Issu d’une famille de chevaliers et de sénateurs d’Afrique du Nord (Leptis Magna), Septime Sévère (r. 193-211) entra très jeune au Sénat et suivit la carrière habituelle du cursus honorum. Questeur en Sardaigne en 171, il obtint son premier poste de commandement militaire en 182/183 prenant charge de la legio IV Scythica, stationnée en Syrie. En 190, il est envoyé administrer la Pannonie avec le titre de consul. C’est là que les légions du Danube, apprenant l’assassinat de l’empereur Pertinax, l’acclamèrent empereur le 9 avril 193. Ayant reçu l’appui des légions du Rhin et de Germanie, il put marcher sur Rome et prendre de vitesse ses anciens collègues, Pescennius Niger, qui avait l’appui des légions d’Orient et Clodius Albinus qui avait celle des armées de Bretagne, d’Espagne et de Gaule.
Pescennius Niger ayant refusé de reconnaitre son élévation, Septime Sévère décida de se porter à sa rencontre car celui-ci représentait un double danger : militaire, car il disposait de neuf légions et diplomatique, car il avait l’appui des Parthes. Il réussit à éliminer son adversaire au printemps 194 et se tourna alors contre les Parthes établis en Mésopotamie (nord de l’Irak) sur le limes de l’Euphrate et leur enleva dans les mois suivants l’Osrhoène (nord-ouest de la Mésopotamie, capitale : Édesse) et l’Adiabène (capitale : Arbèles en Irak). 
Conscient des dangers que les menaces en Orient représentaient pour l’empire, Septime Sévère modifia le cantonnement des légions qui datait d’Auguste : en Orient, les légions passèrent de six à onze, sur le Danube de sept à douze, alors qu’elles furent réduites sur le Rhin de huit à quatre. C’est dans ce contexte qu’il leva en 197 les légions I, II et III Parthica, avec lesquelles il envahit  la Mésopotamie durant le règne de Vologèse V de Parthie (191-208 ap. J.-C.), capturant la capitale Ctésiphon en octobre 197 ainsi que Séleucie déjà abandonnée.  La Ire légion semble s’être distinguée pendant cette campagne, car elle reçut le cognomen ou surnom de Severiana Antoniniana. C’est l’un des premiers exemples attestés où le qualificatif donné à la légion porte le nom de l’empereur, le qualificatif d’ « Antoniniana » faisant référence à l’adoption fictive de Septime Sévère par l’empereur Marc Aurèle Antonin .

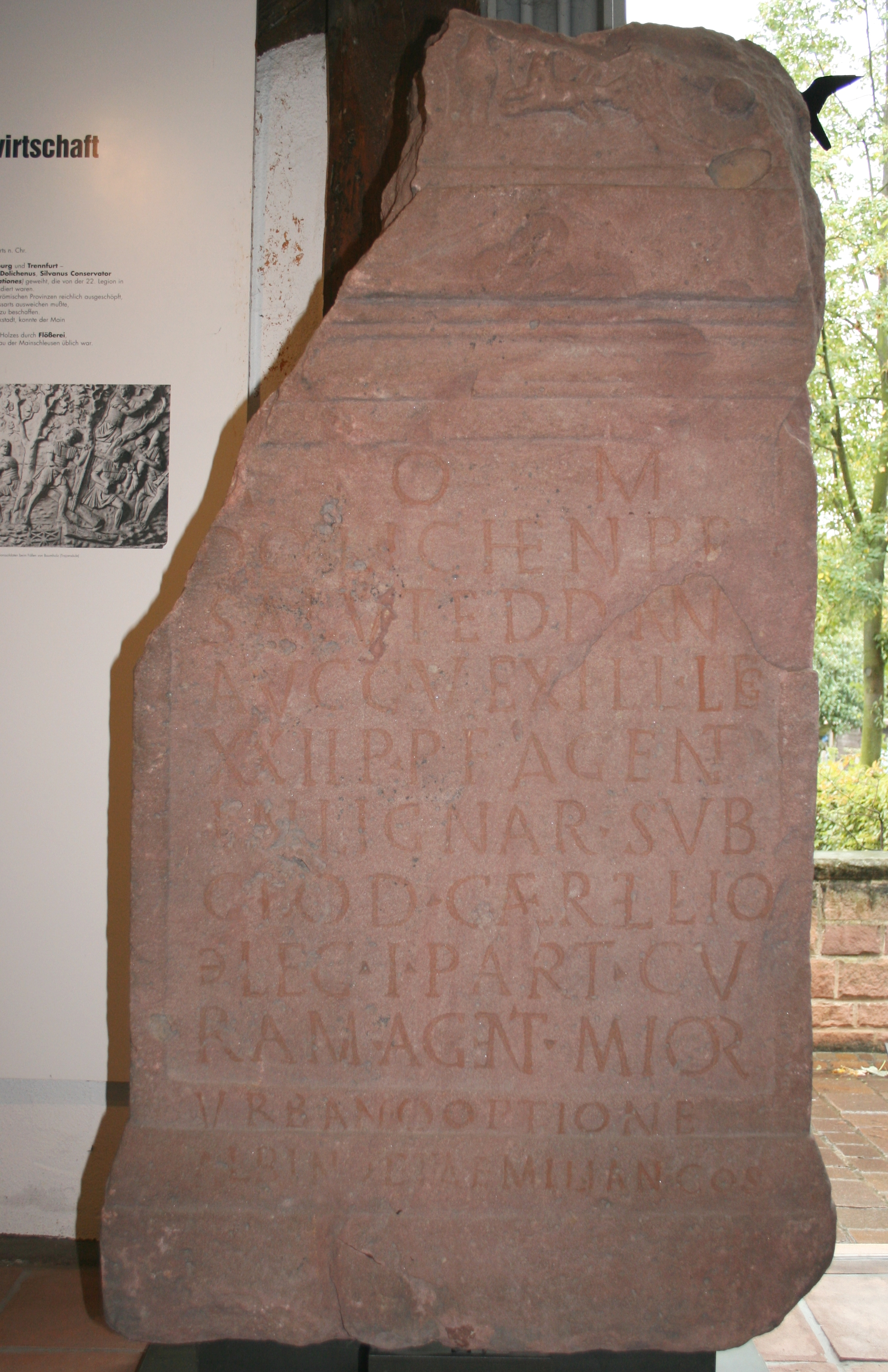
En 206, une unité de la legio XXII Primigenia sous le commandement de Clodius Caerellius, centurion de la legio I Parthica, érigea cet autel à Jupiter Dolichenus à Obernburg am Main.

À la suite de cette campagne, la Mésopotamie fut transformée en province. Les légions I et III demeurèrent dans la région. La legio I Parthica fut cantonnée au camp de Singara (aujourd’hui Sinjar en Irak) où elle demeura pendant des siècles pour prévenir toute rébellion éventuelle à l’intérieur et pour protéger les provinces orientales contre toute nouvelle invasion des Parthes d’abord, puis de leurs successeurs, les Sassanides. Contrairement aux autres provinces, normalement administrées par un sénateur, cette province sera administrée par un membre de l’ordre équestre. La légion II pour sa part retournera en Italie où elle s’établira près de Rome dont elle assurera la loyauté.
Après plusieurs campagnes fructueuses à partir de 213 contre les Alamans à la fois sur le Rhin et sur le Danube, Caracalla (r. 211-217) se tourna contre les Parthes lors d’une campagne (216-217) où il devait trouver la mort, campagne à laquelle la légion I prit sans doute part. La bataille de Nisibe, qui eut lieu en 217 entre Macrin, successeur de Caracalla, et le roi parthe Artaban V, mit fin à cette campagne, mais quelques années plus tard (224) l’empire parthe sera remplacé par celui des Sassanides et la guerre reprit avec Rome. Les Sassanides envahirent la Mésopotamie en 230 et pénètrent jusqu’en Cappadoce, installant un « empereur » à Emesse.  L’empereur Sévère Alexandre (r. 222-235) contre-attaqua. Après de premiers succès, il décida de pousser son avantage et de poursuivre les Sassanides sur leur propre territoire, divisant son armée en trois colonnes : la première attaquant au nord par la Médie, la deuxième pénétrant en Perse par la Babylonie et la troisième commandée par l’empereur marchant entre les deux premières. Cette manœuvre échoua et en 233, il dut ordonner la retraite pour regagner le Rhin et combattre les Alamans.

## Pendant l’Anarchie militaire (235-284)

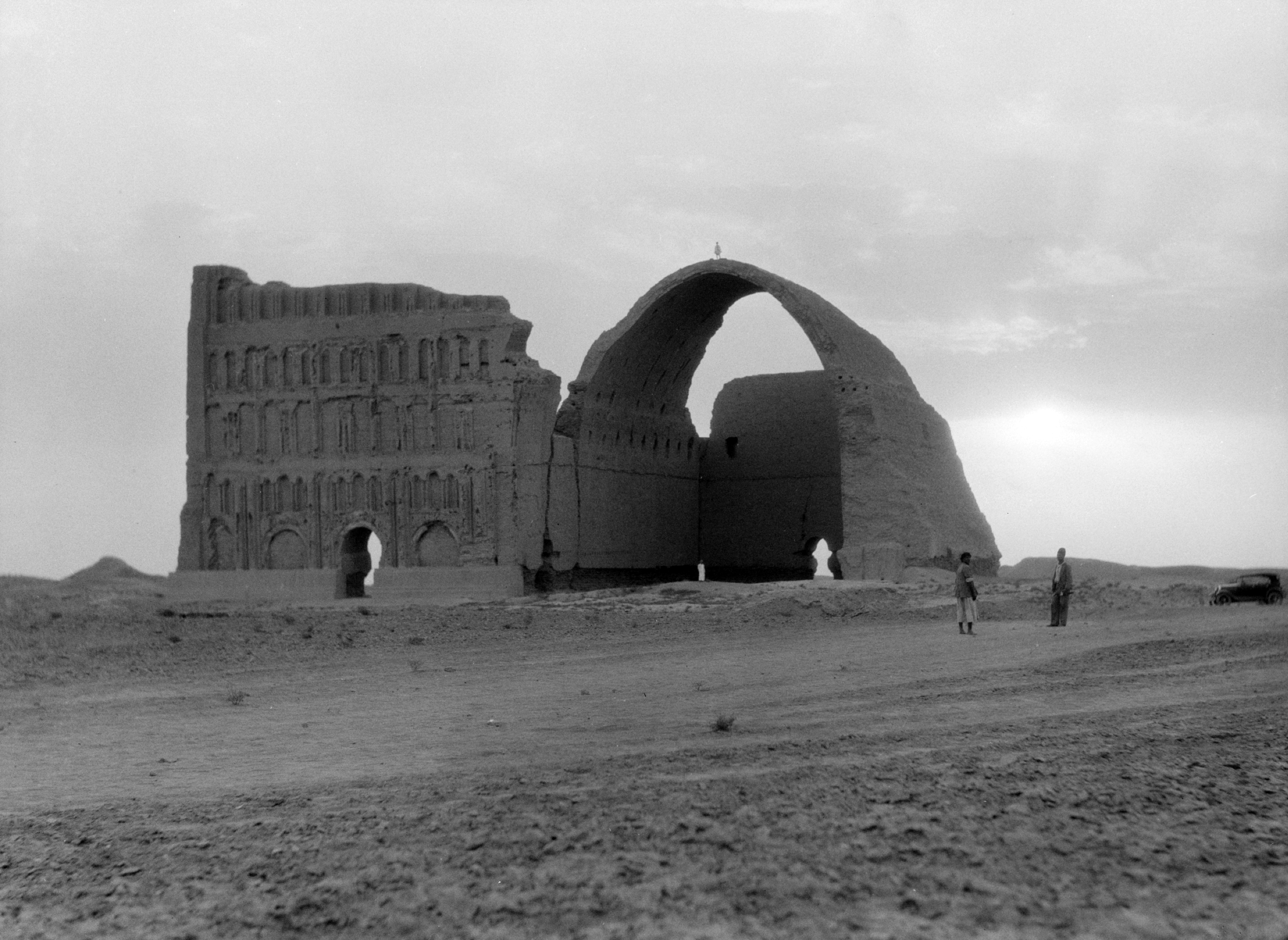
Ruines de Ctésiphon.

En 241, le roi Sapor Ier, qui voulait reprendre aux Romains les provinces qu’ils avaient enlevées aux Parthes, envahit l’Osrhoène et avança jusqu’à Antioche. Gordien III (r. 238-244) partit pour l'Orient à l’été 242 et, en passant par la Macédoine et la Thrace, battit les Perses à Rhesaïna et les repoussa au-delà de l’Euphrate. Après avoir repris Carrhes (Haran) et Nisibe, il se dirigeait vers la capitale, Ctésiphon, lorsqu’il mourut en octobre 243. Son successeur, Philippe l’Arabe (r. 244-249) conclut au printemps 244 une entente avec les Perses en fonction de laquelle il pouvait conserver l’Osrhoène et l’Arménie mais devait verser à ceux-ci un tribut substantiel. 
Le troisième siècle vit se succéder les conflits entre Romains et Sassanides dans cette région, lesquels se terminèrent en 298 par un traité de paix aux termes duquel les Sassanides abandonnaient le nord de la Mésopotamie. On ignore le rôle joué par la légion I pendant cette période; toutefois, elle dut se distinguer, car elle obtint sous Philippe l’Arabe le surnom de Philippiana,.
La guerre entre les Perses et Rome devait reprendre une dizaine d’années plus tard lorsque Sapor  nomma son fils Hormizd roi d'Arménie, selon la tradition voulant que le roi d'Arménie soit issu de la famille du Roi des Rois, au pouvoir à Ctésiphon. Les Romains répliquèrent en massant une armée en Syrie, mais Sapor avec l’aide de l’Arménie et de Romains dissidents parvint à défaire l'armée romaine en 252 à Barbalissos sur l'Euphrate (Bâlis, Syrie), puis à Chalcis (Qinnasrin, Syrie). Odénat, chef de ce qui restait des onze légions romaines de cette partie de l’Empire, installé à Palmyre, tenta de s’allier à Sapor sans toutefois lui faire formellement allégeance. L’année suivante, les Sassanides annexèrent Antioche qui fut reprise l’année suivante par l’empereur Valérien venu en personne rallier les débris de l’armée romaine et rétablir le pouvoir de Rome dans la région. En 260 Sapor envahit ce qui restait de la Mésopotamie et de l’Osrhoène romaines, assiégeant Carrhes et Édesse (Harran et Şanlıurfa, Turquie). Après avoir réuni une armée importante à Samosate (Samsat, Turquie), Valérien sera finalement défait et les restes de son armée furent astreints à construire une digue sur le fleuve Karoun, près de la nouvelle capitale perse de Gundhishapur. La Ire Parthica joua sans aucun doute un rôle important tout au long de ces campagnes, mais nous n’avons pratiquement aucune information à ce sujet.

## AuxIVesiècleetVesiècle
La guerre ayant repris entre Sapor II (r. 309-379) qui voulait reprendre les grandes forteresses de la Mésopotamie et Rome alors dirigée par l’empereur Constance II, la garnison de Singara devint la cible des combats.  Afin de pouvoir intervenir plus rapidement aux frontières, l’empereur s’installa à Antioche où pendant dix ans, de 343 à 353, il dut faire face à une attaque perse pratiquement chaque année. Toutefois, l’indiscipline des légionnaires ne permit pas à Constance de remporter une victoire définitive; quant à Sapor, il tenta en vain de son côté de conquérir Nisibis qu’il assiégea trois fois. Le conflit s’éternisa et Constance, malade et ayant appris en Mésopotamie que son fils  après avoir libéré les Gaules s’était proclamé Auguste, dut interrompre sa marche militaire à Mopsucrène en Cilicie où il s'éteignit le 3 novembre 361,.
Pendant ce temps, en 360, la Ire Parthica fut défaite lorsque les Sassanides attaquèrent Singara. Après quoi, elle fut transférée à Nisibe où elle demeura jusqu’à ce que la ville fît soumission aux Perses sassanides en 363.  Elle portait alors le surnom de Legio Prima Parthica Nisibena.  Elle fut ensuite transférée à Constantine où elle fut mise sous le commandement du dux Mesopotamiae. On trouve son nom mentionné une dernière fois au début du  Ve siècle , .
Des unités de la Ire Parthica furent régulièrement envoyées dans d’autres provinces; on sait par diverses inscriptions que la légion I servit en Lycie et en Cyrénaïque ainsi qu’en Germanie supérieure.